# FS ETR.200
Die Elektrotriebzüge der Baureihen ETR 200 der italienischen Ferrovie dello Stato (FS) wurden für hochwertige Schnellzüge für das obere Kundensegment eingesetzt. In den Jahren 1938 bis 1941 wurden in drei Serien 18 Einheiten gebaut. Ein Zug stellte am 6. Dezember 1937 mit einer Geschwindigkeit von 201 km/h einen Weltrekord für Elektrotriebzüge auf.

## Geschichte
Die elektrischen Triebwagen wurden für den Einsatz auf der Verbindung Mailand–Bologna–Florenz–Rom–Neapel–Reggio Calabria gebaut. Diese erlaubte den Einsatz von schnellen Elektrozügen, nachdem 1934 die Direttissima Bologna–Florenz eröffnet wurde und die Strecke 1939 durchgehend elektrifiziert war.

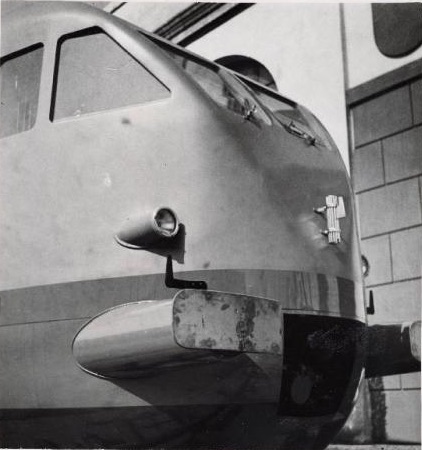
Liktorenbündel an der Front eines unbekannten ETR.200

Am 11. Juni 1936 wurde der ETR 201 im Bahnhof Roma Termini der Presse vorgestellt, die restlichen fünf Züge wurden bis im November desselben Jahres von Breda abgeliefert. Die Züge gingen am 22. Mai 1937 in den kommerziellen Betrieb und benötigten für die Fahrt von Rom nach Neapel sechs Stunden. Die Züge waren mit 59 Plätze 2. Klasse und 35 Sitzplätze 1. Klasse, was im gesamten 94 Sitzplätze ergab. In den Endwagen waren die Plätze 2. Klasse untergebracht, im Mittelwagen die 1. Klasse.
Von November 1938 bis Januar 1939 folgte eine zweite Serie von acht Zügen mit den Nummern ETR 207 bis ETR 214. Gegenüber der ersten Serie wurden die Drehgestelle überarbeitet, die Klimaanlage verbessert und die Inneneinrichtung verändert. Neu waren alle Dienstabteile im dritten Wagen untergebracht, der keine Sitzplätze mehr erhielt, die übrigen beiden Wagen boten zusammen 100 Sitzplätze, die nach dem 1956 eingeführten Wagenklassensystem alle der 1. Klasse zugeordnet waren.
Während des Zweiten Weltkriegs wurden die Züge ab dem 15. Dezember 1940 nicht mehr eingesetzt und in verschiedenen Depots abgestellt, bis sie im Sommer 1941 alle ins Depot Roma San Lorenzo gebracht wurden. Im selben Jahr wurde im November und Dezember die dritte Serie ETR 200 mit den Nummern 215 bis 218 abgeliefert, die gegenüber der zweiten Serie nur Änderungen im Innenraum erfuhr. Die Züge gelangten nach der Probefahrt direkt in die Abstellung nach Rom. Die gesamte ETR.200-Flotte wurde durch Bombardierungen nachhaltig beschädigt, sodass bei Kriegsende kein Zug mehr einsetzbar war. Nummern 216 und 218 der vierten Serie waren so stark beschädigt, dass sie nach Kriegsende 1946 abgebrochen werden mussten, ohne jemals Fahrgäste transportiert zu haben.

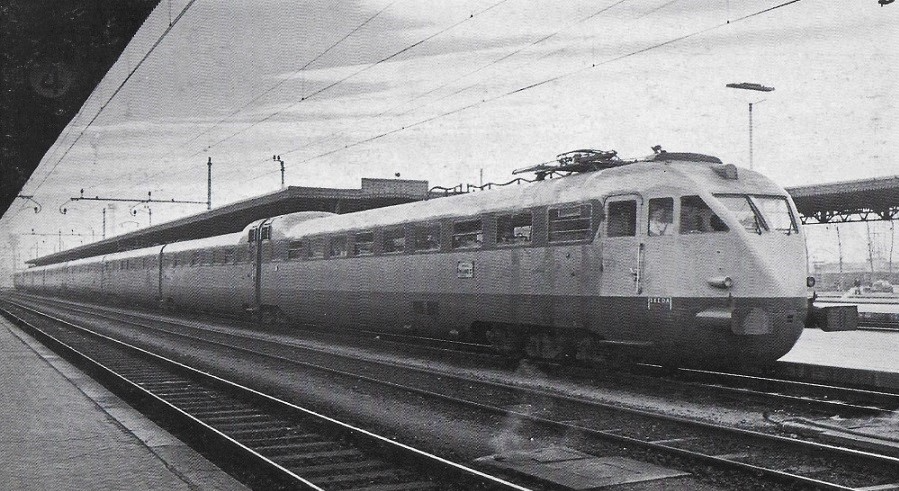
Zum ETR.220 umgebauter Zug in Verona. Der Buckel der Stone-Klimaanlage auf dem Dach ist deutlich sichtbar

16 Züge konnten in der FS-Werkstätten in Bologna und beim Hersteller Breda in Sesto San Giovanni wieder instand gestellt werden. Fünf Züge erhielten zwischen 1953 und 1956 eine neue Klimaanlage vom Hersteller Stone, was an dem Buckel auf dem Dach zwischen dem ersten und dem zweiten Wagen zu sehen war, in dem die Ansaugventilatoren und die Filter für die Frischluft untergebracht waren. Die anderen 11 Züge erhielten neue speziell für Bahnfahrzeuge ausgelegte Klimaanlagen, die äußerlich nicht auffällig waren.
Nachdem 1952 die ersten beiden ETR.300 Settebello im Fahrgastdienst eingesetzt wurden, die mehr Sitzplätze anboten, wurden ETR 200 von ihrer ursprünglichen Strecke Mailand–Neapel auf Mailand–Rom zurückgedrängt. Einzig im Winter, wenn einer der beiden ETR 300 in der Wartung war, lösten sie diesen ab. Die ETR 200 waren fortan auch auf anderen Strecken anzutreffen. So verkehrten sie auf der Strecke Rom–Genua als Tirreno, auf der Verbindung Turin–Venedig als Rialto und zwischen Venedig und Rom als Freccia della Laguna. Die Züge wurden weiterhin für den Zug Freccia del Vesuvio auf ihrer Stammstrecke eingesetzt, wo sie von Mailand bis Rom in Doppeltraktion verkehrten.
Ab 1959 wurde der dritte ETR 300 in Dienst gestellt, sowie die ETR 250, eine verkürzte Version des ETR 300. Die ETR 200 wurde deshalb nicht mehr benötigt und abgestellt. Aus den Zügen entstand durch Umbau und Verlängerung die Baureihe ETR.220.

## Rekordfahrten
Noch am Tag der Pressevorstellung erreichte der ETR 201 bei der Fahrt von Rom nach Neapel die Rekordgeschwindigkeit von 175 km/h. Der Zug fand international große Beachtung und wurde mit seinem an der Front angebrachten Liktorenbündeln zum Symbol des technischen Fortschritts der italienischen Industrie unter dem Faschismus. Am 6. Dezember 1937 und am 15. Januar 1938 erreichte ein Zug bei Versuchsfahrten auf der Bahnstrecke Rom–Formia–Neapel bei Campoleone die Rekordgeschwindigkeit von 201 km/h, die Reisegeschwindigkeit betrug 130 km/h.

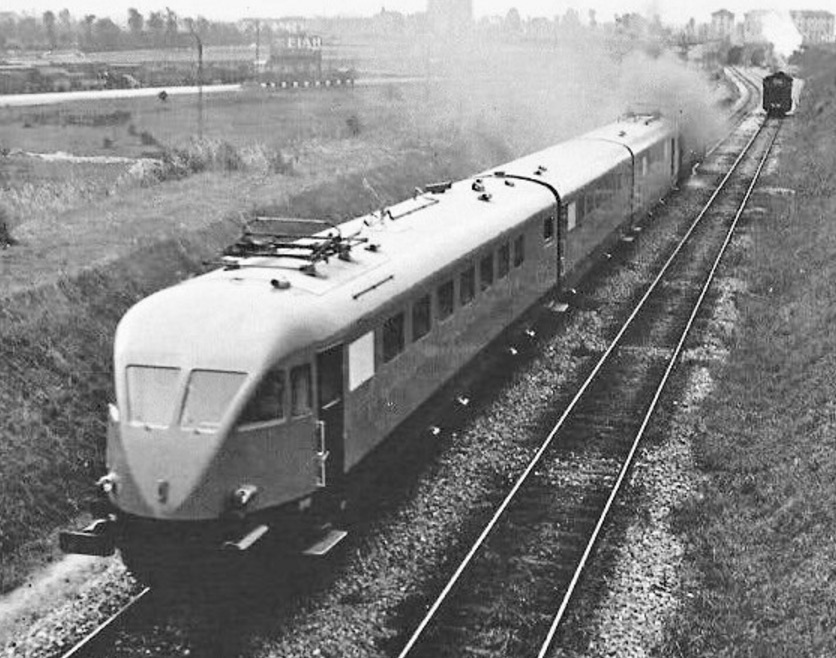
Überführung eines ETR.200 mit einer Dampflokomotive auf der noch nicht elektrifizierten Mailänder Gürtelbahn

Kaum war die Strecke Florenz–Mailand elektrifiziert, erreichte der ETR 212 am 20. Juli 1939 auf der 316 km langen Strecke die Rekordreisegeschwindigkeit von 164 km/h. Die Reisezeit betrug 115 Minuten, wobei die Direttissima Florenz–Bologna in 39 Minuten befahren wurde. Die Maximalgeschwindigkeit betrug 184 km/h.

## Technik
Die Züge waren für eine Höchstgeschwindigkeit von 160 km/h ausgelegt. Jeder Zug bestand aus drei Wagenkasten, die auf vier Drehgestellen ruhten. Die beiden Achsen der Drehgestelle unter den Endwagen und eine Achse im Jakobs-Drehgestell zwischen End- und Zwischenwagen waren angetrieben.
Um den Luftwiderstand zu verringern wurde die an eine Viper erinnernde Kopfform im Windkanal des Politecnico di Torino aerodynamisch optimiert. Weiter wurden mit der Außenhaut bündige Wagenübergänge, Türen und Fenster eingeführt. Die Fenster konnten nicht geöffnet werden, sodass der Fahrgastraum klimatisiert werden musste.